# Saint-Geniès-Bellevue
Saint-Geniès-Bellevue – miejscowość i gmina we Francji, w regionie Oksytania, w departamencie Górna Garonna. Nazwa miejscowości pochodzi od imienia św. Genezjusza.
Według danych na rok 1990 gminę zamieszkiwało 1529 osób, a gęstość zaludnienia wynosiła 404 osób/km² (wśród 3020 gmin regionu Midi-Pireneje Saint-Geniès-Bellevue plasuje się na 232. miejscu pod względem liczby ludności, natomiast pod względem powierzchni na miejscu 1588.).